# Племенная книга

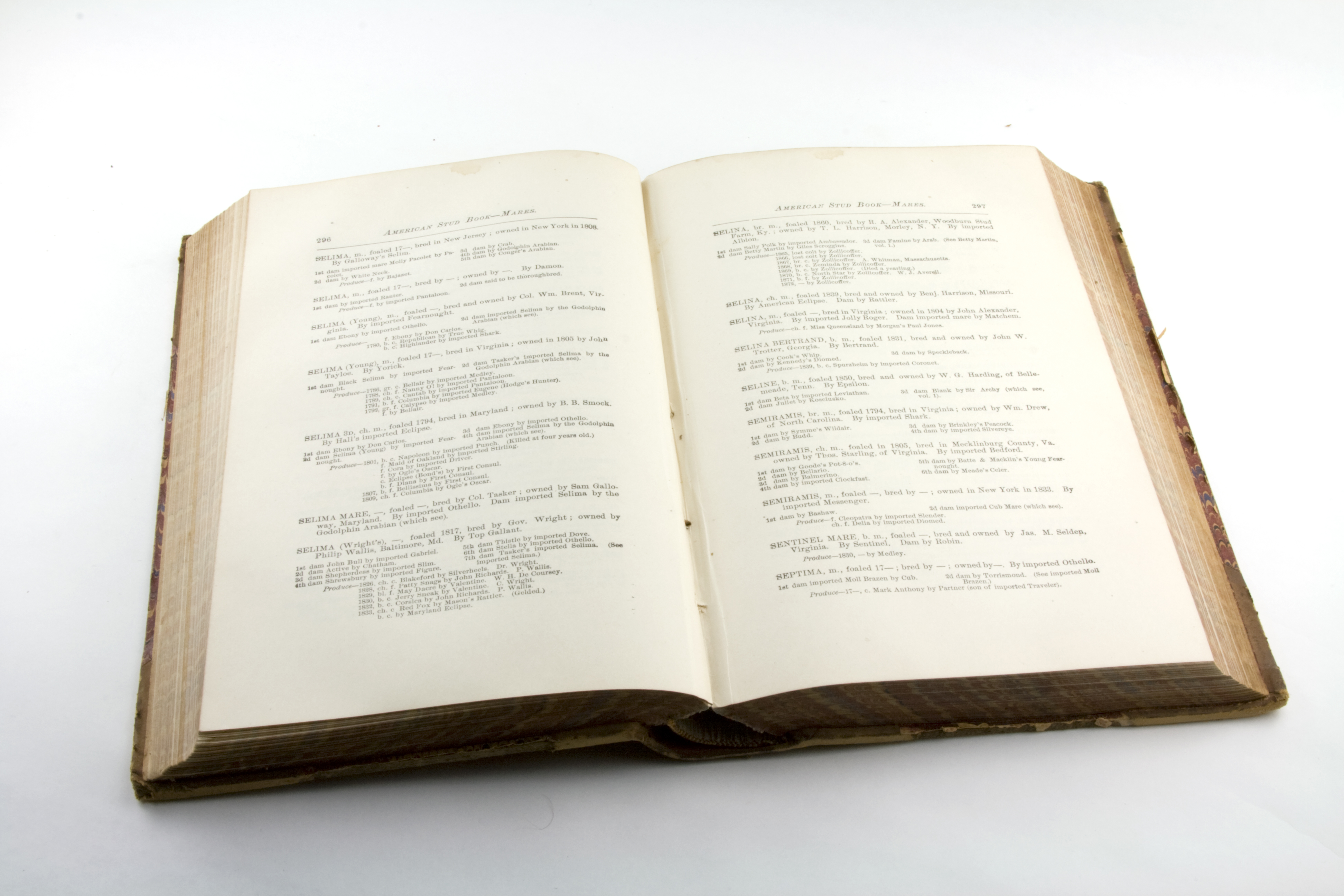
«Американская племенная книга», 2-й том, 1873 года издания. Том посвящён американским чистокровным верховым лошадям.

Племенная книга (реестр породы) — книга, куда записывают племенных животных, которые соответствуют стандарту породы, для учёта их племенных и продуктивных качеств и происхождения. Ведение племенной книги является необходимым условием для племенной работы в животноводстве. Они позволяют изучать эволюцию пород, объединяют деятельность селекционеров по совершенствованию той или иной породы, способствуют рациональному использованию ресурсов племенных животных. Первую племенную книгу издали в Англии в 1793 году по чистокровной верховой породе лошадей (до неё были записаны племенные лошади с 1660 года).

## Открытые и закрытые племенные книги
Племенные книги бывают закрытые и открытые. В закрытые племенные книги записывают только чистопородных животных, предки которых уже были занесены в племенные книги. Американский клуб собачьих питомников - пример клуба питомников с преимущественно закрытыми книгами для собак. Закрытая племенная книга позволяет породе оставаться очень чистой для своего типа, но ограничивает ее способность к улучшению. Это может поставить породу в невыгодное положение, особенно в дисциплинах производительности, где животное стоит больше, если оно успешно конкурирует, даже если оно не чисто. Это также ограничивает генофонд, который может создавать определенные проблемы, когда нежелательные характеристики становятся акцентированными в породе, например, плохая конформационная ошибка или заболевание. Некоторые закрытые племенные книги, особенно для некоторых европейских пород, таких как финская лошадь и тракененская, могут также иметь набор критериев отбора, в которых животные должны соответствовать либо стандарту конформации, либо стандарту производительности, либо и тому, и другому.
В открытые племенные книги записывают как чистопородных животных, так и высококровных помесей (отдельно). Племенные книги издаются обществами животноводов, в некоторых странах — государственными органами. В СССР (в отличие от большинства капиталистических стран) все племенные книги были государственными (держплемкниги) и открытыми, они велись инспекциями Министерства сельского хозяйства СССР и союзных республик и областными (краевыми) управлениями. Требования для записи в племенную книгу соответствуют стандарту 1-го класса. Лучших животных, записанных в племенную книгу, вносят в книгу высокопродуктивных животных (КВЖ). На записанных в племенной книге животных выдаётся аттестат, в соответствии с которым повышается стоимость животного и её приплода.
В открытой племенной книге животные могут быть зарегистрированы, даже если их родители или более ранние предки ранее не были зарегистрированы в этой конкретной организации. Обычно открытая племенная книга имеет строгие критерии отбора, которые требуют, чтобы животное соответствовало определенному стандарту формы, производительности или того и другого. Это позволяет заводчикам модифицировать породы, включая в них тех особей, которые соответствуют стандарту породы, но имеют внешнее происхождение. Некоторые породы лошадей позволяют скрещивать гибридов, которые соответствуют определенным критериям. Одним из примеров является полуоткрытая племенная книга Американской верховой лошади, которая до сих пор принимает чистопородных лошадей. В некоторых сельскохозяйственных породах иначе закрытый регистр включает в себя сортировочное направление для включения скрещенных животных. Зачастую такое включение ограничивается самками, при этом потомство принимается как полноценные племенные животные только после нескольких поколений от полнокровных самцов. Такие механизмы могут также позволить включение чистокровных животных, происходящих из незарегистрированного скота или неопределенного происхождения.
Более дискуссионными являются такие открытые племенные книги, в которых очень мало или вообще нет каких-либо характеристик для животных, кроме одной черты, такой как «масть породы», особенно когда масть не является истинно-племенной характеристикой. Тем не менее, некоторые породы имеют стандартную масть или предпочтение масти, что является одним из критериев среди других, используемых для регистрации животных.
Животные обычно регистрируются их заводчиками, когда они еще молоды.Термины племенная книга и регистр также используются для обозначения списков животных мужского пола, которые активно размножаются, в отличие от всех известных экземпляров этой породы. Такие реестры обычно выдают сертификаты на каждое зарегистрированное животное, называемые родословной, документацией на породистых животных или, чаще всего, «бумагами» животных. Регистрационные документы могут состоять из простого свидетельства или списка предков на фоне животного, иногда с диаграммой, показывающей происхождение.

## Виды племенных книг
Существуют племенные книги и клубы пород для нескольких видов животных, таких как собаки, лошади, коровы и кошки. Американская ассоциация зоопарков и аквариумов (AZA) также хранит племенные книги для обитающих видов животных, начиная от муравьедов и заканчивая зебрами.
Клубы собачьих питомников всегда ведут племенные книги, напрямую или через дочерние клубы собак. Некоторые многопородные клубы также ведут племенные книги. Есть несколько реестров, которые ведутся другими частными организациями, такими как страховые агентства. Примером этого в Соединенных Штатах является Field Dog Stud Book. Организации служебных собак также ведут племенные книги. Существуют также организации, якобы ведущие племенные книги, но на деле представляющие собой слабо завуалированные маркетинговые устройства для продавцов щенков и взрослых собак, а также средства сбора регистрационных взносов с начинающих владельцев собак, не знакомых с авторитетными реестрами и клубами породы. Хотя эти организации обычно занимаются собаками, а именно сотрудничеством с производством щенков, некоторые из них преподносятся и как реестры кошек. По крайней мере, одна группа утверждает, что регистрирует дикие виды (принадлежащие частным лицам, а не законным зоологическим паркам).
У разведения лошадей также есть такие проблемные племенные книги, особенно для определенных мастей пород. Хотя многие масти породы являются законными, некоторые «реестры» являются в первую очередь маркетинговым инструментом для продажи некачественных животных, которые не принимаются к регистрации признанными организациями. Другие «реестры» - это маркетинговые попытки создания новых пород лошадей, предпринимаемые обычно селекционерами, использующими скрещивание для создания нового типа.
Многие такие сомнительные реестры зарегистрированы как коммерческие предприятия, в отличие от формального некоммерческого статуса большинства авторитетных породных клубов. Они могут предоставлять оптовые скидки при регистрации животных коммерческими собаководами, производителями щенков. Недобросовестная регистрация собак или лошадей часто определяется политикой, которая вообще не требует никаких доказательств родословной. В мире собак такие реестры не могут спонсировать соревнования и, следовательно, не могут присудить очки чемпионата, чтобы определить лучших особей, зарегистрированных в конкретной породе. В менее организованном мире конных выставок, где существует много различных санкционирующих организаций, некоторые группы спонсируют свои собственные соревнования, хотя победы на таких мероприятиях редко имеют большой престиж в основных кругах. В некоторых племенных книгах в названии используется слово «реестр», используемое в значении «список»; эти объекты не являются регистрами в обычном понимании в том смысле, что они не ведут записи о разведении. В мире собак список животных  должен быть лишен пола. Американский Реестр смешанных пород (AMBOR) является примером. Некоторые конные организации создают систему регистрации для отслеживания записей о соревнованиях лошадей, но, хотя лошади любого пола могут быть зарегистрированы, они также не ведут учет размножения или потомства. Федерация конного спорта США - это организация, которая использует такую систему.

## Приложение к реестру
Некоторые открытые или частично открытые племенные книги могут разрешать вносить животных, которые имеют некоторые, но не все качества для полной регистрации в систему предварительной регистрации, часто называемую приложением к реестру. Наиболее примечательной является Ассоциация американских верховых лошадей, которая позволяет регистрировать и выставлять жеребят-полукровок и даёт им полную регистрацию после того, как лошадь достигает заданной производительности или стандартного качества, схожего с требованиями реестра. Другие приложения реестров встречаются у некоторых других пород лошадей, таких как Аппалуза, Американский Пейнтхорс и Американская кремовая лошадь, где жеребята рождаются с правильной родословной для регистрации, но не соответствуют стандарту окраски для породы. Однако они все еще могут нести необходимую генетику в минимально выраженной форме, поэтому могут быть зарегистрированы и получить потомство, имеющее право на регистрацию, если они соответствуют стандарту породы.

## Качества или заслуги
Другой формой открытого реестра является реестр, основанный на качествах или соответствии, называемый в некоторых обществах Реестром по заслугам. В таких реестрах правомочное животное, которое соответствует определенным критериям, имеет право быть зарегистрированным по заслугам, независимо от происхождения. В некоторых случаях может быть разрешено даже неизвестное или недокументированное происхождение.
Реестр по заслугам может быть привязан к проценту крови, строению или по качествам или может основываться исключительно на качествах.
В мире лошадей многие организации пород требуют соответствия по строению и внешнему виду для регистрации, и они часто позволяют квалифицировать лошадей разных пород, хотя обычно требуются документированные родословные. Некоторые реестры пород используют форму реестра по заслугам, в которой лошади на определенных выставках могут быть классифицированы по своему внешнему виду. Например, на отборочных выставках в Австралии победившие лошади племенного типа получают очки за строение, которые подтверждаются судьями и заносятся в специальную книгу владельца. Очки накапливаются, чтобы в конечном итоге привести к Реестру по заслугам.
Регистрация по заслугам широко распространена в реестрах овчарок, в частности, в Бордер-колли и некоторых других породах с большим акцентом на работоспособность. В этом типе реестра по заслугам форма и происхождение собаки, как правило, не имеют значения.

## Бумаги
От племенных книг обычно выдают сертификаты на каждое зарегистрированное животное, называемые родословной, документацией на породистых животных или, чаще всего, «бумагами» животных. Регистрационные документы могут состоять из простого свидетельства или списка предков на фоне животного, иногда с диаграммой, показывающей происхождение. Обычно, есть место для перечисления последовательности владельцев, которые должны подписать и датировать документ, если животное подарено, сдано в аренду или продано. Документы, переданные при продаже животного, могут быть отданы в реестр для обновления информации о владельце, и в большинстве случаев в реестре будет выпущен новый комплект документов, в котором новый владелец будет указан в качестве действующего владельца лошади. Подлинные документы часто можно узнать по содержанию в них информации об имени и номере отдельного животного, дате его рождения, названию удостоверяющей организации с логотипом, если таковой имеется, имени и подписи регистратора или другого уполномоченного лица, а также по фирменному штампу или печати.
Информация, которую обычно прилагают к регистрационным свидетельствам или документам, включает в себя:
- имя отца и матери
- имена других предков, по количеству поколений, требуемому организацией-эмитентом
- у собак детали помета, из которого было получено это животное
- цвет и отметины животного
- имя, адрес и зарегистрированный номер заводчика (часто это владелец самки во время зачатия или рождения животного)
- имя и адрес первоначального владельца, который зарегистрировал животное.

Регистрационные документы иногда используются в качестве свидетельств о праве собственности, хотя юридически они не являются таковыми, в отличие от регистрационных документов транспортных средств и самолетов.

## Скрещивание с другими породами
В некоторых реестрах селекционеры могут подать заявку на разрешение скрещивать животных с представителями других пород, чтобы подчеркнуть определенные признаки, чтобы сохранить породу от вымирания или облегчить проблемы, возникшие в породе из-за инбридинга с ограниченным набором животных. Родственный метод сохранения породы - это скрещивание, используемое некоторыми регистратурами лошадей и собак, при котором ранее скрещенные особи спариваются с чистокровными, чтобы устранить нежелательные признаки, приобретенные в результате скрещивания.

## Зарегистрированные имена и традиции присвоения имени
Правила присвоения имени варьируются в зависимости от вида и породы, которые зарегистрированы. Например, выставочные лошади имеют зарегистрированное имя, то есть имя, под которым они зарегистрированы как чистокровные с соответствующей регистрацией породы. Чистокровные собаки, предназначенные для спортивного показа, должны быть зарегистрированы в клубе питомника, в котором они будут выставляться. И хотя нет особых требований к именованию, существует множество традиций, которые могут соблюдаться при именовании. Наряду с зарегистрированным именем у этих животных также есть более простое «домашнее имя», известное как позывной для собак или устойчивое имя для лошадей, которое используется их владельцами или дрессировщиками при разговоре с животным. Например, знаменитая чистокровная скаковая лошадь Man o' War была известна под стабильным именем «Big Red». Имя может быть любым, что предпочитает владелец животного. Например, собака, победившая в 2008 году в Вестминстерском шоу (США) (англ. Westminster Kennel Club Dog Show), получила имя K-Run's Park Me In First с кличкой «Uno».
Собаки в реестре пород клуба рабочих собак (в частности, пастушьи собаки) обычно должны иметь простые, не несуразные прозвища, которые считаются «именами рабочих собак», такими как «Pal», «Blackie» или «Ginger». Правила именования для независимых собачьих клубов различаются, но, как правило, похожи на клубы питомников. Зарегистрированное имя часто прямо или косвенно относится к заводчику животного. Традиционно префикс питомника составляет первую часть зарегистрированного имени собаки. Например, все собаки, выращенные в питомниках Gold Mine, будут иметь имена, начинающиеся со слов Gold Mine. Коневодам обычно не требуется делать это, но часто они считают хорошей формой коммерческого продвижения, чтобы включить в имя лошади название конюшни или инициалы фермы. Например, в конюшнях Gold Mine можно назвать имена всех лошадей с префиксом «Gold Mine», «GM» или «GMS».Жокей-клуб, который регистрирует чистокровных, требует регистрации названий конюшни, но не требует их использования в именах животных.
Многие заводчики собак называют своих щенков последовательно, основываясь на идентификации помета: группы щенков могут быть организованы как помет A, помет B и так далее. Когда это сделано, имена всех щенков в помете A начинаются с буквы «A», затем «B» для помета B и так далее. Коневоды, особенно в Европе, иногда используют первую букву имени матери в качестве первой буквы в имени всех ее потомков. Другие заводчики могут использовать одну и ту же первую букву для обозначения всех жеребят, рожденных на ферме в данный год.
Некоторые заводчики придумывают имя, которое включает имена отца, матери или других предков. Например, знаменитый скакун Док О'Лена вела происхождение от Дока Бара и Поко Лены, и была дочерью Поко Буэно. Некоторые имена немного менее прямые. Победитель Дерби в Кентукки в 2003 Забавный Cide был от Distorted Humor и Belle's Good Cide. Знаменитая скаковая лошадь Native Dancer была от Polynesian и Geisha.
Другие заводчики используют темы. Например, более изобретательный заводчик в питомниках Gold Mine может назвать всех щенков одного помета в честь зеленых драгоценных камней: Gold Mine Emerald, Gold Mine Jade и Gold Mine Peridot. Названия для последующего помета могут начинаться с прилагательных, описывающих драгоценные камни: Gold Mine Sparkle, Gold Mine Brilliance и Gold Mine Chatoyant. Заводчики могут быть настолько творческими, насколько они пожелают.
Чтобы свести к минимуму громоздкость, которую могут принести длинные и причудливые имена, реестры обычно ограничивают общее количество символов, а иногда и количество отдельных слов, которые могут составлять зарегистрированное имя животного. Им часто запрещено использовать только знаки препинания или странный порядок заглавных букв для создания уникального имени. Имена часто пишутся всеми заглавными в регистрационных документах. Заводчикам, как правило, не разрешается использовать любое имя, которое может быть непристойным или вводящим в заблуждение, такое как слово «чемпион» в названии, товарный знак или что-либо, что может быть ошибочно принято за название другого питомника или, иногда, конюшни. Только после того, как животное достигло законного первенства, некоторые реестры разрешат использование префикса Ch. или другой титул до или после их зарегистрированного имени. Некоторые реестры могут использовать символы для обозначения статуса определенных лиц. Звездочка * может использоваться для обозначения животного, родившегося в другой стране и импортированного. Плюс + может использоваться для обозначения чемпиона или животного со специальным статусом регистрации.